# Альтернативные правые
Альтернативные правые (англ. Alternative right), также альт-правые, альт-райт (англ. Alt-right) — слабо связанное между собой ультраправое, белонационалистическое движение. Термин не имеет чёткого определения и используется по-разному различными группами и людьми. Движение появилось в США и наиболее распространено там же. В число альтернативных правых входят  сторонники превосходства белых и белые националисты, неонацисты, неофашисты, антикоммунисты, неоконфедераты, отрицатели Холокоста и другие ультраправые группы, все из которых описываются в США как группы ненависти.
Убеждения альтернативных правых описываются как изоляционистские, протекционистские, антисемитские и белошовинистские, часто пересекающиеся с неонацизмом, идентаризмом, нативизмом и исламофобией, антифеминизмом, мизогинией и гомофобией, правым популизмом и неореакционным движением. В дальнейшем концепция движения связывалась с несколькими группами, такими как американскими националистами, палеоконсерваторами, анархо-капиталистами, национал-анархистами, палеолибертарианцами, христианскими фундаменталистами, неомонархистами, сторонниками движения за права мужчин и президентской кампании Дональда Трампа.
Основными площадками для общения и обмена идеями альтернативных правых служат имиджборды, интернет-форумы и порталы, такие как 4chan, 8chan, где анонимные пользователи выкладывают интернет-мемы на политическую тематику. Альтернативные правые также широко используют социальные сети вроде Twitter и интерактивные новостные порталы (Breitbart News) для распространения своих идей. Частыми темами для сообщений, выкладываемых альтернативными правыми, стали агитация в поддержку Дональда Трампа, а также критика иммиграции, мультикультурализма и политической корректности.
Согласно отчёту Southern Poverty Law Center, опубликованному в феврале 2018 года, более 100 человек были убиты или пострадали в 13 атаках людей, на которых повлияли альтернативные правые, с 2014 года. Политологи и политические лидеры предлагали включение альтернативных правых в число террористических или экстремистских движений. Отчёт выражал серьёзное беспокойство об альтернативных правых, утверждая, что их идеология радикализует живущих в пригородах молодых белых мужчин и уже помогла воодушевить убийства в Айла-Висте, стрельбу в Чарлстоне, стрельбу в мечети Квебека, въезд в толпу на марше «Объединённых правых», массовое убийство в Розберге, расстрелы в Крайстчёрче, а также ряд других менее громких атак и актов насилия. В 2017 году террористические атаки и насилие, связанные с альтернативными правыми, являлись главной причиной экстремистского насилия в США согласно Антидиффамационной лиге.

## Название
Впервые термин «альтернативные правые» был упомянут Полом Готтфридом в выступлении перед Менкенским клубом в ноябре 2008 года. Несмотря на это, широкое распространение термин получил благодаря Ричарду Спенсеру, президенту National Policy Institute и одному из наиболее публичных представителей движения.

## Взгляды
Альтернативные правые охарактеризованы как находящиеся в ультраправой части политического спектра.
У альтернативных правых нет чёткой единой идеологии. Американский журнал Columbia Journalism Review высказался о них так: «Анонимность, предоставляемая интернет-форумами и сообществами альтернативных правых, не позволяет нам с точностью сказать, кто они и каковы их мотивы». Более того, до сих пор остается неясным соотношение между истинными сторонниками ультраправых идей и интернет-троллями, выкладывающими противоречивые сообщения с целью спровоцировать скандал.
Согласно определениям ряда американских СМИ общими чертами альтернативных правых сообществ, как правило, является приверженность идеям белого национализма, расизма, антисемитизма, антикоммунизма, нативизма и неореакционных ценностей, а также консервативного маскулизма, трайбализма и даже неомонархизма. Подавляющее большинство сообществ альтернативных правых высказывает жесткую позицию касательно иммиграции и, в частности, миграционного кризиса в Европе, а также отвергает идею политической корректности, которая, по их мнению, ограничивает их свободу.
Ещё одной общей чертой альтернативных правых является недовольство политическими элитами и истеблишментом, а также поддержка кандидатуры Дональда Трампа на президентских выборах в США в 2016 году.
Предметом споров внутри движения стал вопрос о белом национализме. Хорошо известные и уважаемые в среде альтернативных правых журналисты Аллум Бохари и Майло Яннопулос публично отказались связывать движение альтернативных правых с идеями белого национализма. В то же время, популярные ультраправые блоги The Daily Stormer и Fash the Nation утверждают, что белый национализм — идеологический фундамент всего движения. По словам Энглина, «Цель [альтернативных правых] — очищение белых стран от небелых жителей и установление авторитарного правительства. Многие наши сторонники также считают необходимым уничтожение евреев».
Некоторые альтернативные правые изъявляют одобрение внутренней и внешней политики современной России. Ричард Спенсер заявлял, что Россия — это «самая могущественная белая сила в мире», меж тем как Дэвид Дюк, несколько раз посещавший Российскую Федерацию в нулевых годах XXI века, описал её как «ключ к выживанию белых». Многие альтернативные правые считают президента России Владимира Путина сильным националистическим белым лидером, защищающим свою страну как от радикального исламизма, так и от западного либерализма. Так, Мэттью Хеймбах называл Путина «лидером свободного мира» (англ. leader of the free world) — восхваление, обычно адресуемое президентам США.

## История
По словам экономиста Джеффри Такера, альтернативные правые «черпают идеи из трудов Георга Гегеля, Томаса Карлайла, Освальда Шпенглера, Мэдисона Гранта, Отмара Шпанна, Джованни Джентиле и даже речей Дональда Трампа». Он высказывает свою точку зрения, что альтернативные правые «ностальгируют о золотом веке, когда элиты правили, а рабы повиновались», и что по их мнению, «Идентичность — это всё, а её потеря или отказ от неё — величайшее преступление против самого себя».
В марте 2016 года на новостном портале Breitbart News появился своеобразный «манифест» альтернативных правых, в котором видные представители движения Аллум Бохари и Майло Янопулос утверждали, что движение уходит корнями как в американский палеоконсерватизм, так и в новые правые движения Европы второй половины XX века. Авторы статьи утверждают, что на формирования движения альтернативных правых также повлияли идеи Освальда Шпенглера, Генри Луи Менкена и Юлиуса Эволы.
Журналистка Эль Рив, автор фильма об акциях ультраправых в Шарлотсвилле и связанных событиях, отметила, что эти акции «стали первой возможностью доказать, что они не интернет-мем, а реальная политическая сила в США».

## Тактика
Альтернативные правые широко используют интернет-мемы для распространения своих идей. Основными площадками для общения альтернативных правых называют форумы 4chan, 8chan и блог The Daily Stormer. Основными персонажами мемов, создаваемых альтернативными правыми, стали Дональд Трамп и лягушонок Пепе. Так как данные мемы часто содержат расистские или иначе оскорбительные подтексты и изображения, многие журналисты и даже некоторые политики и специалисты (включая PR-отдел предвыборного штаба Хиллари Клинтон) быстро распространили сообщения о «нацистской лягушке», изображения которой сторонники Дональда Трампа выкладывали в Интернете с целью унизить и запугать меньшинства.
Тенденция использовать мемы вместо традиционных методов политической агитации вызвала у журналистов и экспертов сомнения в серьёзности альтернативных правых. По мнению Хавы Гурари, провокация и разжигание скандала является самоцелью создателей этих мемов.

## Связь с насилием и терроризмом

### Вопрос классификации
Движение альтернативных правых считается некоторыми политическими исследователями террористическим, а процесс радикализации альтернативных правых сравнивался с исламистским терроризмом политологами и политическими лидерами.
Исследование на тему указывало, что движение явно подпадает под определение экстремистского, так как «альтернативные правые также выражали враждебность, которую можно считать экстремистской: они были легко готовы обесчеловечить как религиозные/национальные внешние группы, так и группы политической оппозиции».

### Насилие
В 2017 году Холи отмечал, что альтернативные правые не являются насильственным движением, но это может потенциально измениться. Уэндинг наоборот отмечал, что среди самых экстремальных последователей альтернативных правых есть те, которые хотят заниматься насилием. Он указывал, что «культура альтернативных правых создаёт собственный бренд террористов: социально изолированные молодые люди, готовые убивать».
В феврале 2018 года Southern Poverty Law Center составила список 13 насильственных атак людей, на которые повлияли альтернативные правые, с 2014 по 2018 годы. В этих атаках погибло 43 человека и пострадало 67 человек. Первым в числе осуществлявших насилие указан Эллиот Роджер (англ. Elliot Rodger), также список включает Дилана Руфа. Все осуществлявшие насилие являются белыми людьми в возрасте от 17 до 37, в среднем в возрасте немного выше 25 лет (только трое из них были старше 30). Все за исключением одного являются американцами, оставшийся — канадец.
Анализ Southern Poverty Law Center убеждает организацию, что исследованные ей убийства не являются изолированными, а альтернативные правые структурно ответственны за них из-за производимого ими отдаления людей от участия в своих сообществах и предоставления причин продолжать быть недовольными и отдалёнными вплоть до того момента, когда они могут осуществлять акты насилия без беспокойства о последствиях для себя или других.

## Реакция
Несмотря на то, что некоторые консерваторы охотно поддержали движение альтернативных правых, многие не только левые, но и правые политики и журналисты осудили движение, обвинив его в пропаганде расизма и разжигании ненависти.
Журналист Дэвид Френч раскритиковал альтернативных правых, назвав их «любителями фашизма». Бенджамин Уэлтон описал альтернативных правых как «однородное по структуре движение, плюющее на морализм левых и с гордостью принимающее обвинения в расизме, гомофобии и сексизме».
Профессор Джордж Холи из Университета Алабамы назвал альтернативных правых большей угрозой для социального прогресса по сравнению с традиционным консервативным истеблишментом.
В своем интервью The New York Times от 22 ноября 2016 года избранный президент США Дональд Трамп осудил движение альтернативных правых, чем вызвал недовольство многих своих сторонников, представляющих это движение.
Ряд журналистов высказывали мнение, что движение альтернативных правых является проявлением политики идентичности со стороны привилегированных белых мужчин.